# Dušan Nenković
Dušan Nenković (in serbo Душaн Heнкoвић?; Kragujevac, 3 novembre 1929 – Kragujevac, 24 agosto 2007) è stato un allenatore di calcio jugoslavo, dal 2006 serbo.
Il 24 maggio 1967 alla guida del Hajduk Spalato vinse la prima Coppa di Jugoslavia della storia del club, battendo in finale il Sarajevo.

## Palmarès

### Allenatore
- Coppa di Jugoslavia: 1

Hajduk Spalato: 1966-1967